# Chaque mercredi
Pour plus de détails, voir Fiche technique et Distribution.
Chaque mercredi (Any Wednesday) est un film américain réalisé par Robert Ellis Miller, sorti en 1966.

## Synopsis
Une femme vivant à Manhattan, doit choisir entre deux prétendants, l’un marié et l’autre célibataire, le jour de son 30e anniversaire.

## Fiche technique
- Titre original : Any Wednesday
- Titre français : Chaque mercredi
- Réalisation : Robert Ellis Miller
- Scénario : Julius J. Epstein d'après la pièce de Muriel Resnik
- Costumes : Dorothy Jeakins
- Photographie : Harold Lipstein
- Musique : George Duning
- Production : Julius J. Epstein
- Pays d'origine : États-Unis
- Genre : comédie
- Date de sortie : 1966
- Affiche : Raymond Elseviers (Belgique)

## Distribution
- Jane Fonda : Ellen Gordon
- Jason Robards : John Cleves
- Dean Jones : Cass Henderson
- Rosemary Murphy : Dorothy Cleves
- Ann Prentiss : Miss Linsley
- Jack Fletcher : Felix
- King Moody : Laitier

## Distinctions
Le film a été nommé au Golden Globe de la meilleure actrice dans un film musical ou une comédie pour Jane Fonda.